# Controle de acesso baseado em funções
Em sistemas de segurança de computadores, controle de acesso baseado em funções ou segurança baseada em funções, do inglês role-based access control (RBAC) ou role-based security, é uma abordagem para restringir o acesso ao sistema para usuários autorizados. É usado pela maioria das empresas com mais de 500 empregados e pode implementar controle de acesso obrigatório (mandatory access control - MAC) ou controle de acesso discricionário (discretionary access control - DAC).
O RBAC é um mecanismo de controle de acesso de política neutra definido em torno de funções e privilégios. Os componentes do RBAC, como permissões de função, funções de usuário e relações de função, facilitam a realização de atribuições de usuários. Um estudo do NIST demonstrou que o RBAC atende a muitas necessidades de organizações comerciais e governamentais. O RBAC pode ser usado para facilitar a administração de segurança em grandes organizações com centenas de usuários e milhares de permissões. Embora o RBAC seja diferente das estruturas de controle de acesso MAC e DAC, ele pode impor essas políticas sem qualquer complicação.